# Nicholas Wiseman
Nicholas Patrick Stephen Wiseman (Sevilha, 2 de agosto de 1802 - Londres, 15 de fevereiro de 1865) foi um prelado católico romano que serviu como o primeiro arcebispo de Westminster após o restabelecimento da hierarquia católica romana na Inglaterra e no País de Gales em 1850. Ele foi feito cardeal em 1850.
Foi o primeiro cardeal residente na Inglaterra desde a Reforma Anglicana de Henrique VIII, sendo o primeiro arcebispo de Westminster. Foi um dos principais dinamizadores do renascimento do catolicismo na Inglaterra do século XIX.

## Vida e obra
Era o filho mais novo de James Wiseman, um comerciante irlandês, com sua segunda esposa, Xaviera, também  irlandesa. Os Wiseman eram uma família conservadora, envolvida na administração pública. Dez membros da família Wiseman foram prefeitos.
Com a morte de seu pai, em 1805, os Wiseman se deslocaram para Waterford. Nicholas então ingressou na escola e em 1810 foi encaminhado para o seminário de Ushaw, em Durham. Em Ushaw, Nicholas resolveu abraçar a vida religiosa, decidindo ser padre. Em 1818 foi escolhido entre cinco jovens estudantes ingleses a ingressar na faculdade inglesa de Roma, que tinha sido fechada e reabriu após vinte anos devido à ocupação francesa.  
Quando chegou em Roma, teve uma série de audiências, juntamente com os demais estudantes, com o Papa Pio VII, que os incentivou a carreira sacerdotal. Seus seis anos seguintes foram devotados aos estudos constantes, dura e regularmente, sob a estrita disciplina da faculdade. Alcançou prestígio em ciências naturais, bem como em teologia dogmática. Em julho de 1824 fez seus exames para o doutorado, com sucesso.  
O papa desejava que o jovem Wiseman fizesse seus sermões na língua inglesa para os ingleses visitantes em Roma, e, em junho de 1828, torna-se reitor da faculdade inglesa de Roma e professor de línguas orientais. Esta posição lhe deu o estatuto de representante oficial dos católicos ingleses em Roma, e lhe trouxe muitos deveres, devotados aos estudos, à leitura, e à pregação. Em 1835, Wiseman foi para a Inglaterra, com intuito de ajudar o país na catequização católica, na esperança fervorosa de ver uma Inglaterra católica. Porém, havia vivido muito pouco lá, e vinha sofrendo pressão por causa das leis penais inglesas, que proibiam os católicos de realizarem cultos públicos. A proibição, porém. foi logo abolida pelo Ato de Emancipação de 1829. Nesta altura os ingleses já eram, em maioria, protestantes, mas Wiseman acabou encontrando maior aceitação católica em Londres.
Wiseman tornou-se Arcebispo Católico de Westminster, em 1850. Escreveu tratados e livros, inclusive um romance, intitulado Fabíola, publicado em 1854, onde trata sobre a perseguição à igreja cristã primitiva e aos seus mártires, sob o olhar de uma jovem e culta nobre romana.
A pressão constante nos deveres episcopais e metropolitanos como Arcebispo, foram reduzindo suas forças e sua saúde foi se danificando. Haviam-no indicado, em 1855, para peticionar em Roma, mas logo nomearam um coadjutor, o Reverendo George Errington, Bispo de Plymouth.
O Cardeal Nicholas Wiseman morreu em Londres, em 15 de fevereiro de 1865.